# Automatyczny sygnalizator skażeń AVJ
Automatyczny sygnalizator skażeń AVJ – przyrząd rozpoznania bojowych środków trujących używany w ludowym Wojsku Polskim.

## Charakterystyka przyrządu
W latach 60. XX w. w miejsce automatycznego sygnalizatora skażeń GSP-1, na wyposażenie Wojska Polskiego zaczęły trafiać importowane z Węgier sygnalizatory skażeń AVJ. Były przeznaczone do automatycznego wykrywania w powietrzu i sygnalizowania obecności skażeń fosforoorganicznymi środkami trującymi typu G i V.
Podstawą detekcji była zachodząca w wyniku biochemicznej reakcji inhibicja aktywności katalitycznej cholinoesterazy przez środki fosforoorganiczne, z kolorymetrycznym pomiarem efektów reakcji. Pomiar stopnia odbarwienia taśmy wskaźnikowej, nasyconej niebieskim odczynnikiem alkacymetrycznym, był określany na podstawie intensywności strumienia światła odbitego od powierzchni taśmy.
Zestawy odczynników do sygnalizatorów skażeń początkowo importowano. W wyniku prac badawczych prowadzonych przez pracowników Ośrodka Badawczego Sprzętu Chemicznego, po roku 1971 uruchomiono ich produkcję także w Polsce.
Dane taktyczno-techniczne
- Przyrząd umożliwiał dwa reżimy pomiarowe, o różnych zakresach czułości:
  - pomiar na I zakresie trwał 42–57 s, a cykl pomiarowy był powtarzany co 60–80 s;
  - pomiar na II zakresie trwał od 57 do 207 s;
- Komplet odczynników zapewniał 4 godziny pracy ciągłej na I podzakresie lub 24 godziny pracy na II podzakresie.
- Zasilanie następowało z dowolnego akumulatora o napięciu 22–29 V lub poprzez odpowiednią przystawkę z akumulatora 12 V.